# Čerepovec
Čerepovec (rusky Черепове́ц) je město v Rusku, největší město Vologdské oblasti a administrativní centrum Čerepoveckého rajónu. Podle sčítání lidu z roku 2010 zde žilo 312 310 obyvatel, v dalších letech se odhaduje mírný nárůst. Město se nachází na ústí řeky Šeksny do Rybinské přehrady.

## Název
Původ jména není zcela jistý, ale existují dvě varianty, kdy první se skládá ze dvou slov, lebka (rusky череп, čerep) a voda (finsky vesi), kdy slovo lebka, měl být název pro kopec na kterém se město nachází. Druhá varianta počítá, že vepsové vytvořily název, kdy Čerepovec má v překladu znamenat Vepsovská rybářská vesnice.

## Historie
Historie města zasahuje až do střední doby kamenné kdy se dochovaly různé předměty, pazourky a keramika až z 3. tisíciletí př. n. l. Od desátého století zde ležely rybářské osady, nejdříve obydlené vepsany, ale později i slovany. Osady se hlavně soustředily na lov zvěře a zemědělství.
První zmínka o osadě Čerepovec pochází z roku 1362, založením Čerepoveckého kláštera vzkříšení, založen žáky svatého Sergeje Radoněžského. Klášter vzkříšení, stejně jako ostatní ruské kláštery té doby, plnil roli nejen náboženského, ale i hospodářského centra, vlastnil rybářství a ryby se vyvážely do Moskvy.

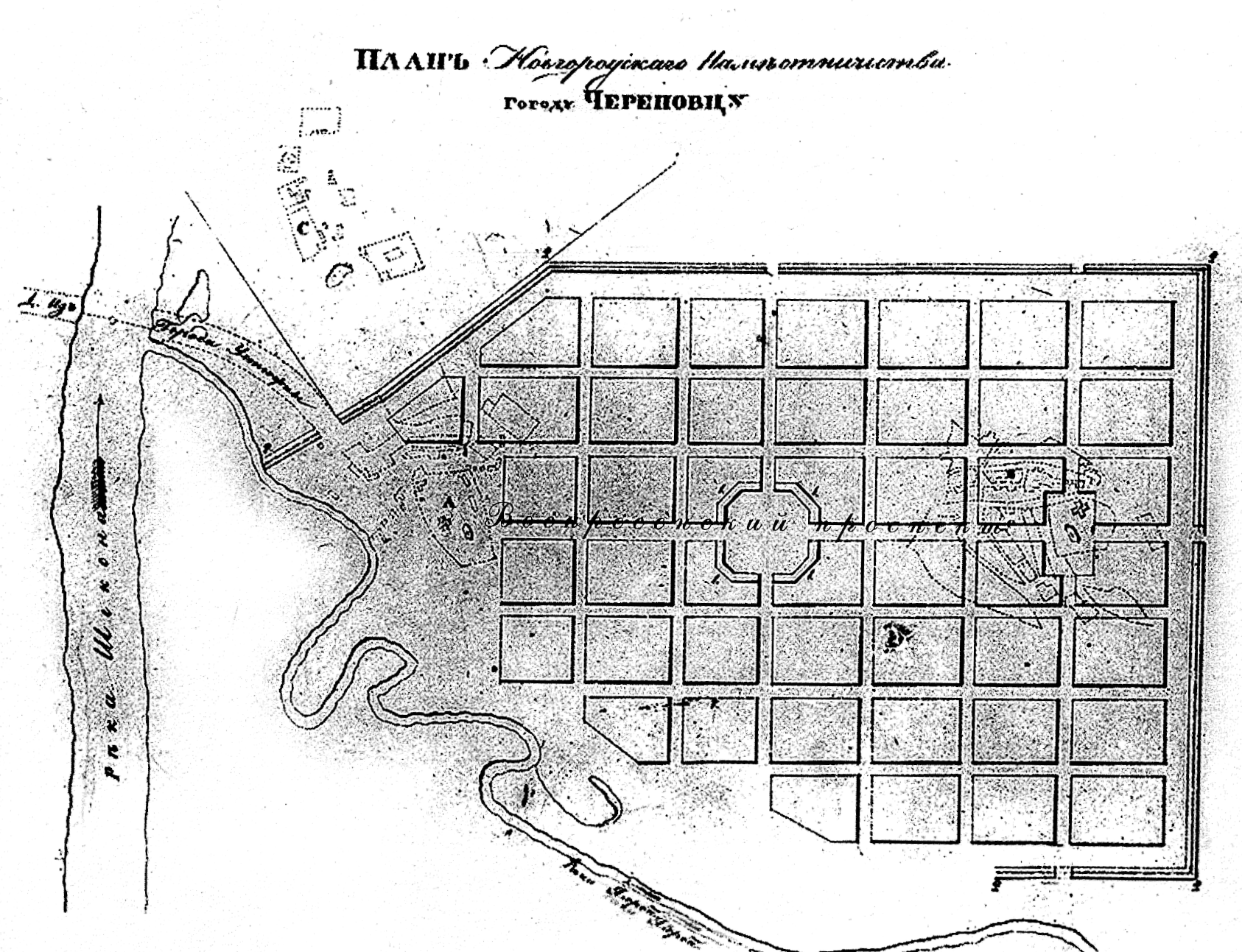
První plánek města Čerepovec

V roce 1764 byl klášter dekretem Kateřiny II. zrušen a jeho majetek byl převeden do státní pokladny.
V roce 1777 byl výnosem Kateřiny II. Čerepovec povýšen na město a stalo se také o tři roky později krajským městem v Novgorodské gubernerii.
Na konci 18. století, rozhodl Pavel I. o zrušení nadbytečného města Čerepovec. Nejprve se stalo městysem a později se měl městys celkově zničit. V roce 1797 odjel obchodník Jefim Krasilnikov do Moskvy projednat zachování osady. Pavel I. poté sepsal dekret, kdy Čerepovec mohl zůstat osadou. O pět let později se Čerepovec znovu na dekret Pavla I. městem.
V 19. století se město rozvinulo hlavně díky Mariinské vodní cestě, město bylo jediná velká osada v okruhu 400 kilometrů a díky tomu zde vznikl přístav. 
Na začátku 20. století zde bylo postaveno mnoho škol a univerzit. Každý šestý občan v té době byl studentem. V roce 1904 byla dokončena železniční stanice která propojila město s Petrohradem. Na začátku 20. století se vývoj města rapidně zrychloval, kdy počet obyvatel v roce 1915 dosáhl milníku 10 tisíc.  
V 30. letech 20. století se rozhodlo o postavení Rybinské přehrady a postavení hutního závodu Čerepovci, v okolí se nenacházela ložiska, tak byla ruda dovážena z poloostrova Kola. V roce 1941 byla plněna Rybinská přehrada, ta zaplavila i podstatný kus přístavu v Čerepovci, přístav byl rekonstruován a přeložen více k městu.
Za druhé světové války byly zde nemocnice, závody pro výrobu střeliv a zajatecké tábory.
Po válce v roce 1952 byla zde postavena vysoká pec a o tři roky později se zde začalo vyrábět surové železo a ocel, tahle událost se považuje za založení Čerepoveckého hutního závodu, dnes závodu Severstal. Dříve byla zdejší vysoká pec největší na světě.
V 60. letech 20. století bylo založeno více podniků hlavně chemické podniky a rozšiřování hutního podniku.
V 70. letech byl otevřen Okťabrský most přes řeku Šeksna a v 80. letech dosáhlo město milníku 300 tisíc obyvatel.

## Významné stavby
- Čerepovecký klášter vzkříšení
- Galské panství

## Sport
Od roku 1953 zde působí hokejové kluby Severstal Čerepovec, který je účastník KHL a Almaz Čerepovec, účastník MHL. Oba dva celky hrají své domácí zápasy ve víceúčelové hale Ledovyj dvorec. 
FK Šeksna Čerepovec byl fotbalový klub, který v roce 2012 zanikl, ale v roce 2014 se vrátil zpět pod názvem FK Čerepovec.
Dále se ve městě hraje basketbal a volejbal.

## Doprava
Čerepovec se nachází mezí Petrohradem a Moskvou, mezi kterýma od města vede silniční, železniční, vodní i letecká doprava.
Čerepovec ma železniční stanici otevřenou v roce 1904, která leží na trati Petrohrad – Vologda. Železniční stanice se rozlišuje na Čerepovec I., která je osobní stanicí a Čerepovec II., která je nákladní stanicí.
Ve městě funguje tramvajová a autobusová městská doprava, 18 km severně se nachází letiště.
Přes řeku Šeksnu propojuje město Okťabrský most, je to první lanový most v Rusku.

## Osobnosti města

### Rodáci
- Nikolaj Vasiljevič Věreščagin (1839–1907), ruský průmyslník, který se zasloužil o vývoj moderních mlékárenských provozů v Rusku[9]
- Vasilij Vasiljevič Věreščagin (1842–1904), ruský válečný malíř[10]
- Anna Děmidovová (1878–1918), dvorní dáma a služebná carské rodiny, spolu s nimi zavražděna bolševiky[11]
- Valentina Borisenková (1920–1993), sovětská šachistka[12]
- Sergej Fokičev (* 1963), sovětský rychlobruslař, olympijský vítěz na trati 500 metrů ze ZOH 1984[13]
- Alexej Mordašov (* 1965), ruský podnikatel, miliardář, většinový vlastník ocelárenského gigantu Severstal[14]
- Vadim Šipačov (* 1987), ruský lední hokejista[15]

Obyvatelé
- Valerij Čkalov (1904–1938), sovětský zkušební pilot[16]
- Josif Brodskij (1940–1996), sovětský básník, esejista, nositel Nobelovy ceny za literaturu za rok 1987[17]
- Nikolaj Noskov (* 1956), ruský hudební skladatel, zpěvák a bývalý člen hardrockové skupiny Gorky Park[18]

## Partnerská města
- Aiud, Rumunsko
- Balakovo, Rusko
- Gorna Orjahovica, Bulharsko
- Liaoyuan, Čína
- Maladzečna, Bělorusko
- Montclair, USA
- Raahe, Finsko